# Hans A. Engelhard
Hans Arnold Engelhard (ur. 16 września 1934 w Monachium, zm. 11 marca 2008 tamże) – niemiecki prawnik i polityk, minister sprawiedliwości (1982–1991), deputowany do Bundestagu.

## Życiorys
Urodził się w rodzinie bawarskich lekarzy o korzeniach szwajcarskich. Po uzyskaniu egzaminu maturalnego w 1954 kształcił się w dziedzinie prawa na Friedrich-Alexander-Universität Erlangen-Nürnberg oraz na Uniwersytecie Ludwika i Maksymiliana w Monachium. W 1963 zdał państwowy egzamin prawniczy drugiego stopnia, podejmując praktykę prawniczą w zawodzie adwokata w swojej rodzinnej miejscowości.
W 1954 przystąpił do Wolnej Partii Demokratycznej (FDP). W latach 1970–1982 stał na czele jej oddziału powiatowego w Monachium, był również członkiem zarządów krajowego i federalnego. W latach 1970–1972 zasiadał w radzie miejskiej w Monachium, będąc przewodniczącym klubu radnych FDP. Bez powodzenia ubiegał się o stanowisko nadburmistrza Monachium w wyborach z 1972, w tym samym roku uzyskał mandat posła do Bundestagu z listy krajowej FDP w Bawarii. Był ponownie wybierany w latach 1976, 1980, 1983, 1987 i 1990, zasiadając w niższej izbie niemieckiego parlamentu do 1994. Od 1977 do 1982 pełnił obowiązki wiceprzewodniczącego frakcji deputowanych FDP. 4 października 1982 objął stanowisko ministra sprawiedliwości w pierwszym  gabinecie Helmuta Kohla, funkcję tę sprawował również w drugim (1983–1987) i trzecim (1987–1991) rządzie koalicji CDU-FDP.
Odznaczony Bawarskim Orderem Zasługi (1984).